# Mollestadeika

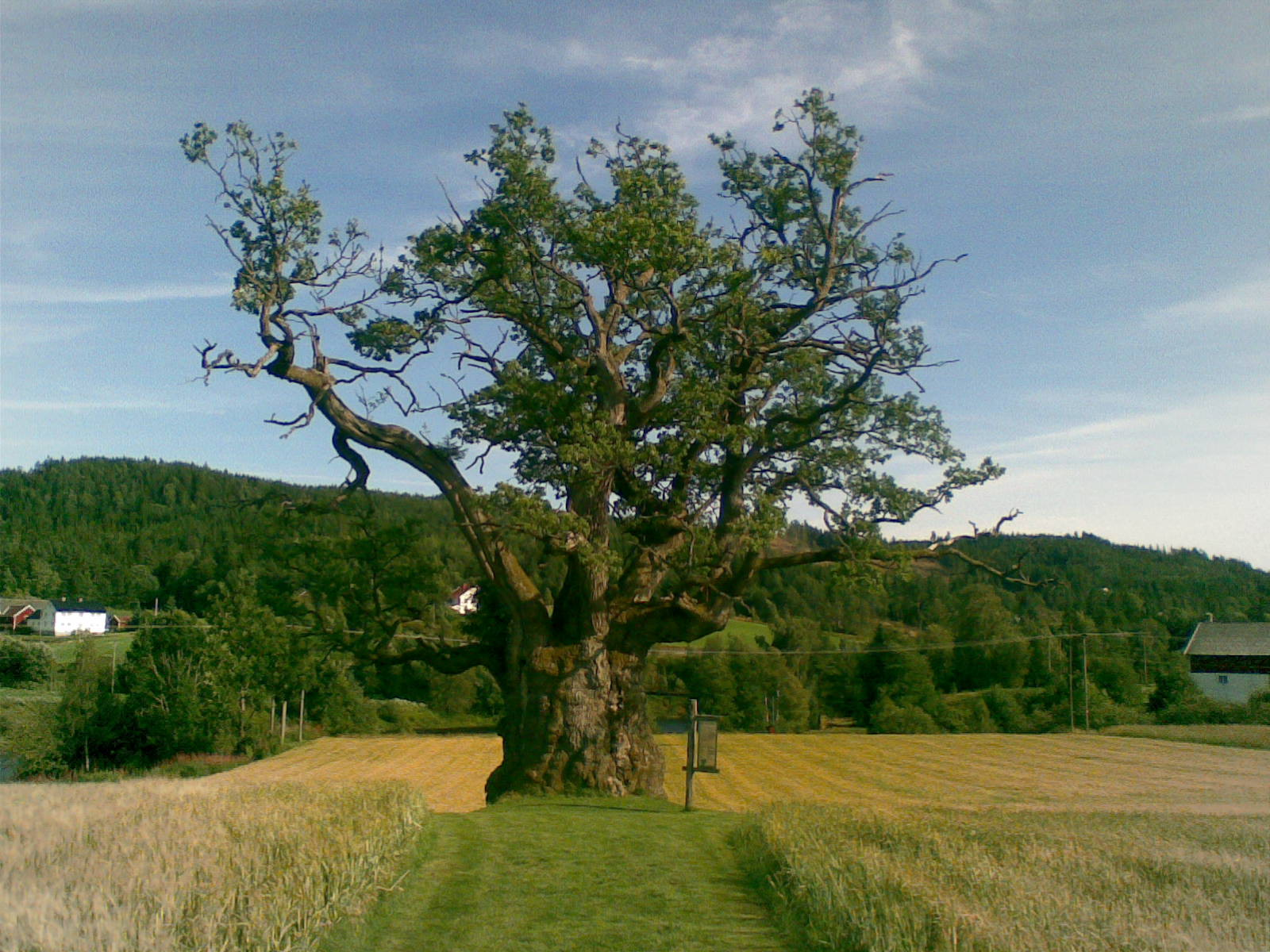
Mollestadeika in 2009.

De Mollestadeika of Vetteika is een monumentale eik nabij het Noorse dorpje Mollestad op twee kilometer afstand van Birkeland. De eik heeft een omtrek van 9,21 meter (gemeten in 2001) en een hoogte van ongeveer 13 meter wat de Mollestadeika tot een van de grootste bomen van Noorwegen maakt. Schattingen van de leeftijd liggen tussen de 450 en 550 jaar maar er zijn ook uitschieters naar rond de 1000 jaar. De eik is van oudsher een knoteik en de stam loopt door tot een hoogte van vier meter en staat op een akker. Richting de eik loopt een grasstrook waarover de eik bereikbaar is.
De naam Vetteika is afkomstig van de vættir. Ze geloofde dat wanneer de bouwer van de boerderij kwam te overlijden hij terugkwam als beschermgeest. De bomen die om zijn grafheuvel groeide werden beschermd en de omliggende grond heilig. Men geloofde dat wanneer deze bomen beschadigd raakten dit ongeluk zou brengen. Om te zorgen dat alles voorspoedig zou gaan werden er offers naar de boom gebracht waaronder het eerst gebrouwen bier van het jaar.